# Anticorpo antinuclear
Os anticorpos antinucleares, também conhecidos como fator antinuclear (FAN), são anticorpos que estão presentes em número mais alto que o normal em doenças autoimunes. O teste de anticorpos antinucleares mede o padrão e quantidade de autoanticorpos que podem atacar os tecidos do corpo como se fossem um material estranho.
Os autoanticorpos estão presentes em pequenas proporções na população geral, mas em cerca de 5% da população, a sua concentração está incrementada, e cerca de metade destes 5% padece de uma doença auto-imune.

## Classificação
Após a detecção de altos títulos de FAN (ex: 1:160), vários subtipos são determinados. Geralmente isso é feito utilizando-se células da linhagem celular HEp-2. Alguns exemplos incluem:
- Anti-ENA
  - Anti-Ro (SS-A)[3]
  - Anti-La (SS-B)
  - Anti-Sm (antígeno Smith)
  - Anti-nRNP
  - Anti Scl-70 (topoisomerase I)
  - Anti-Jo1
- Anti-gp-210
- Anti-p62
- Anti-dsDNA (double-stranded DNA ou DNA dupla-hélice)
- Anti-centrômero